# Biệt khu thổ dân châu Mỹ

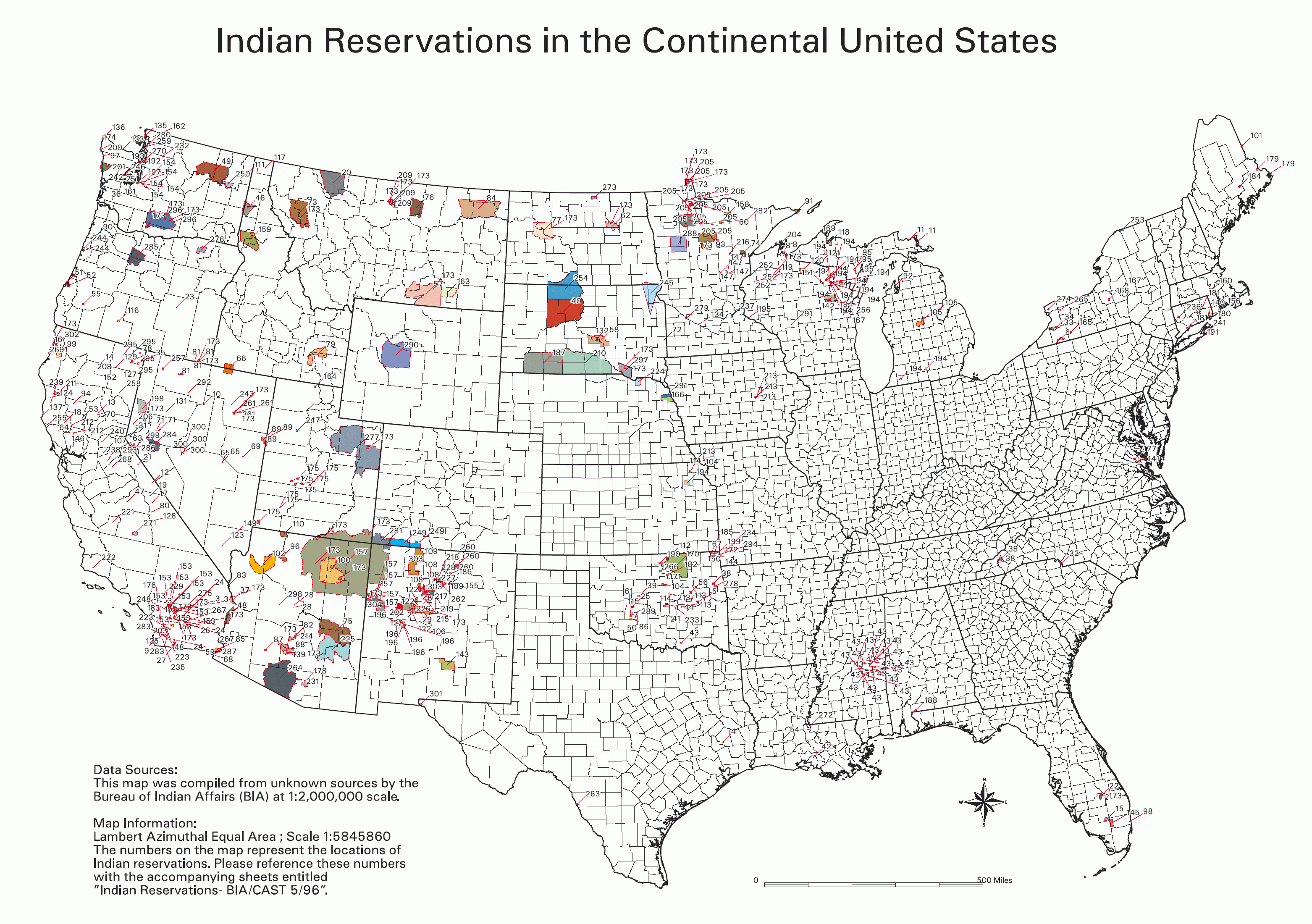
Bản đồ của Cục Bản địa vụ mô tả các khu dành riêng cho người bản địa Mỹ trong chính địa Hoa Kỳ

Khu dành riêng cho người bản địa Mỹ hay Biệt khu thổ dân châu Mỹ (tiếng Anh: American Indian reservation) là một lãnh thổ do một bộ lạc thổ dân người da đỏ điều hành dưới sự giám sát của Cục Bản địa vụ thuộc Bộ Nội vụ Hoa Kỳ.
Tổng cộng có khoảng 210 biệt khu dành riêng cho thổ dân châu Mỹ tại Hoa Kỳ. So với số bộ lạc được chính phủ công nhận (550 bộ lạc) thì hơn phân nửa bộ lạc không có đất cấp riêng. Ngược lại một số bộ lạc có hơn 2 khu hoặc hơn. Trải qua hơn 200 năm lịch sử với đất đai mua bán qua lại một số biệt khu bị chia nhỏ. Kết quả là trong một biệt khu, đất công và đất tư xen kẽ. Có mảnh đất đã bán cho sắc tộc khác không có danh-sách trong bộ lạc nên việc quản lý hành chính, chính trị và pháp lý dựa trên bất động sản và sắc tộc trở nên vô cùng khó khăn.
Tổng diện tích của các biệt khu thổ dân tại Hoa Kỳ là 55,7 triệu mẫu Anh (225.410 km²), chiếm 2,3% diện tích Hoa Kỳ (2.379.400.204 mẫu Anh hay 9.629.091 km²). Trong đó có 12 biệt khu với diện tích rộng hơn Rhode Island, tiểu bang nhỏ nhất (776,960 mẫu Anh hay 3.144 km²) và chín biệt khu lớn hơn tiểu bang Delaware, tiểu bang nhỏ thứ nhì (1.316.480 mẫu Anh hay 5.327 km²). Biệt khu của bộ lạc Navajo lớn nhất với diện tích tương đương với tiểu bang Tây Virginia. Các biệt khu thổ dân châu Mỹ nằm rải rác khắp từ đông sang tây Hoa Kỳ nhưng phần tập trung ở miền Tây sông Mississippi.
Về mặt luật pháp, mỗi bộ lạc duy trì chủ quyền trên mảnh đất ấn định nên luật pháp địa phương của tiểu bang có thể không ăn khớp với luật trong biệt khu. Vì khác biệt đó, biệt khu thổ dân có thể mở sòng bạc trong khi luật địa phương chung quanh lại cấm. Phần lớn luật biệt khu chiếu theo luật liên bang nhưng một số biệt khu ở Miền Đông Hoa Kỳ vì đất đai do tiểu bang cấp phát nên quy theo luật pháp tiểu bang.

## Tên gọi
Tên tiếng Anh gọi các biệt khu này là reservation, hàm ý "[đất] dành riêng". Nguyên thủy khi người Âu châu sang khai phá thì họ coi các bộ lạc thổ dân như một quốc gia khác, tức là có chủ quyền từ trước khi ban hành Hiến pháp Hoa Kỳ. Xung khắc giữa thổ dân và di dân Âu châu diễn ra ngay từ thuở đầu vì bất đồng khái niệm đất đai. Bên thổ dân thì coi sông núi là của chung trong khi luật pháp Âu châu thì đặt ưu tiên vào quyền tư hữu khiến giữa hai nhóm dân luôn có xung đột, rồi bạo động. Chính phủ liên bang Hoa Kỳ phải can thiệp bằng cách cam kết dành riêng cho các bộ lạc một phần đất ấn định để ngược lại họ rút lui, mở đường cho di dân Âu châu sang khai phá. Việc nhượng đất trên giấy tờ là sòng phẳng nhưng không ít thì nhiều đã diễn ra dưới áp lực quân sự của Hoa Kỳ. Bằng cách cam kết không cản trở dân gốc Âu châu, các bộ lạc được cấp một số đất dành riêng để sinh sống, và từ đó các biệt khu thành hình. Có điểm là biệt khu không nhất thiết là vùng đất truyền thống của bộ lạc đó nên có những trường hợp một biệt khu lập ra và giao cho một bộ lạc mà đối với họ cũng là vùng đất xa lạ, không có mối quan hệ lịch sử nào.
Đến đầu thế kỷ 21 đại đa số thổ dân châu Mỹ và thổ dân Alaska không sinh sống trong các biệt khu nữa mà chung sống với mọi sắc dân khác. Một nhóm không ít tập trung ở những thành phố lớn như Phoenix và Los Angeles. Theo điều tra dân số năm 2010, Hoa Kỳ có 5,2 triệu người mang dòng máu thổ dân, trong đó 2,9 triệu là thổ dân toàn phần. Chỉ 22% thổ dân sống trong các biệt khu.

## Lịch sử

### Khởi đầu (1851)
Từ lúc lập quốc, chính phủ Hoa Kỳ không coi các bộ lạc da đỏ là công dân nên chỉ bảo vệ quyền lợi người gốc Âu châu. Khi người da trắng tiến về miền Tây chiếm đất thì quan hệ giữa nhóm người gốc Âu châu đến khai phá và các thổ dân bản địa ngày càng tồi tệ. Bộ lạc nào chống cự đều bị quân đội đánh dẹp. Để giải quyết xung đột đất đai năm 1851, Quốc hội Hoa Kỳ thông qua Đạo luật Tái định cư thổ dân châu Mỹ (Indian Appropriations Act). Theo đó chính phủ liên bang lập khu dành riêng cho thổ dân ở Oklahoma. Các bộ lạc bất cứ đâu trên nước Mỹ nếu không muốn hội nhập thì phải di cư đến Oklahoma, vùng đất đó lúc bấy giờ chưa phải là tiểu bang mà chỉ là lãnh thổ phụ thuộc.
Vào cuối thập niên 1860, Tổng thống Hoa Kỳ Ulysses S. Grant triển khai "chính sách hòa bình" để tránh xung đột với thổ dân, lập ra cơ quan đặc trách người bản địa để chuyển họ đến những khu đất dành riêng. Chính phủ còn kêu gọi các họ đạo tham gia truyền giảng Kitô giáo cho người bản địa như một cách khai hóa họ, giảm phần chống đối. Họ đạo Quaker đặc biệt tích cực gửi truyền giáo vào biệt khu.

#### Chính sách cưỡng bức di cư

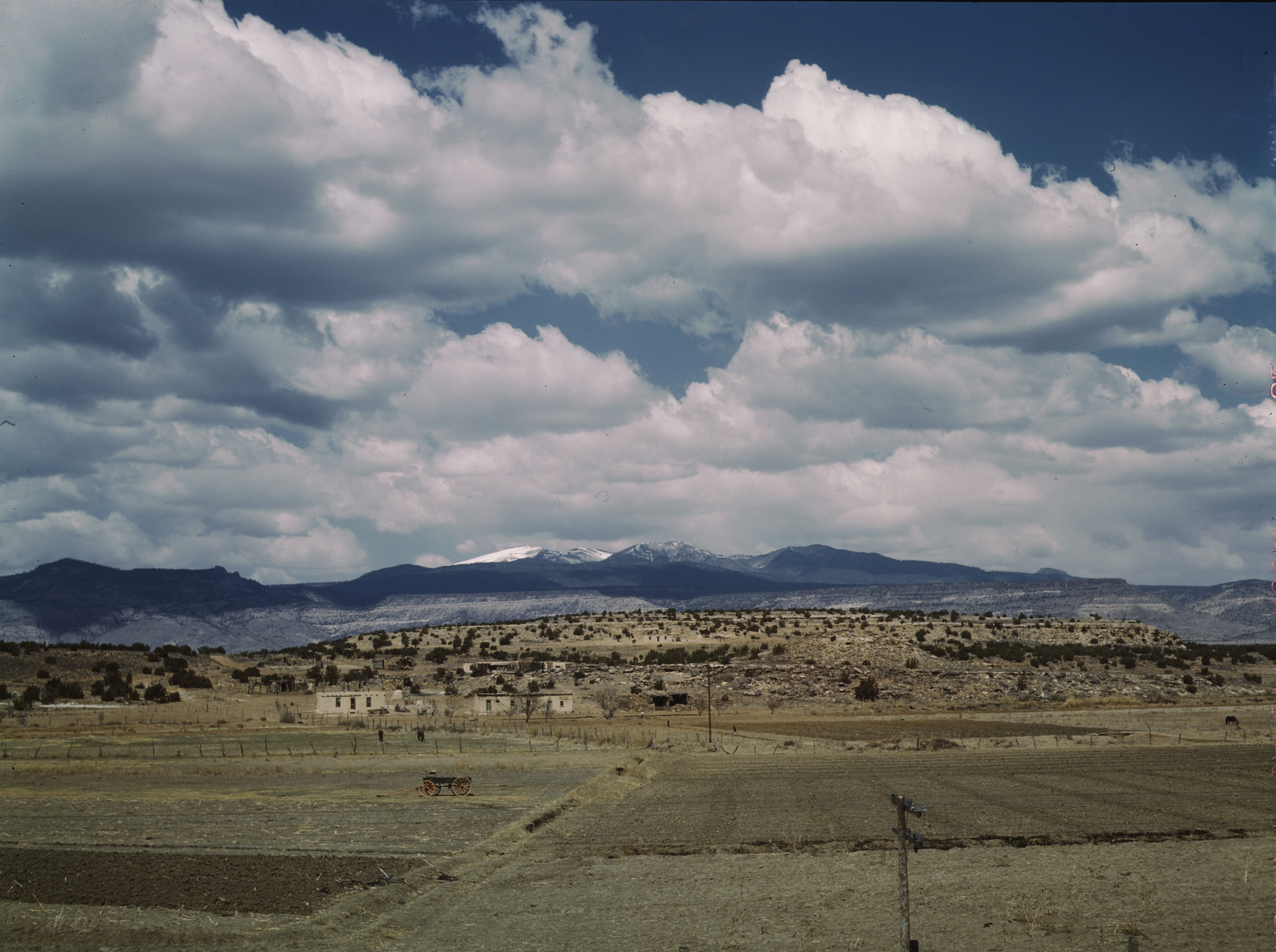
Đa số các biệt khu thổ dân như khu Laguna tại New Mexico (hình chụp năm 1943) nằm ở miền Tây Hoa Kỳ, đất đai vốn kém màu mỡ, khí hậu lại khô cằn không thích hợp cho nông nghiệp

Ngay từ lúc đầu chính sách chuyển thổ dân vào biệt khu đã gây tranh cãi. Luật pháp ban hành là theo sắc lệnh của tổng thống Hoa Kỳ chứ không phải do Quốc hội thông qua.
Rồi khi lập ra biệt khu thì quy mô diện tích biệt khu bị dân da trắng phản đối, cho là quá lớn nên các biệt khu dần bị thu nhỏ. Bản báo cáo của Quốc hội Hoa Kỳ năm 1868 đã vạch ra tệ nạn tham nhũng sâu rộng do các cơ quan đặc trách trong khi thổ dân đưa đến vùng đất mới thường phải đối phó với điều kiện sinh sống tồi tệ.
Ban đầu, nhiều bộ lạc không chấp hành lệnh tái định cư. Chính phủ phải điều binh lính gây khó dễ và làm áp lực khiến nhiều bộ lạc ngã lòng. Chính sách cưỡng bách di cư cũng gây ra bạo động, giết chóc như Chiến tranh Sioux ở phía bắc Đại Bình nguyên từ năm 1876 đến 1881 với trận Little Bighorn hay Chiến tranh Nez Perce.
Đến cuối thập niên 1870, chính sách cưỡng bức di cư xem như thất bại. Máu người da đỏ vẫn đổ. Tổng thống Rutherford B. Hayes năm 1877 thôi không ép người thổ dân phải rời nguyên quán nữa và đến năm 1882 thì các tổ chức tôn giáo cũng rút khỏi các cơ quan đặc trách thổ dân.
Năm 1887, Quốc hội Hoa Kỳ thay đổi chính sách về biệt khu qua Đạo luật Dawes. Thay vì cấp đất chung cho cả một bộ lạc thì từ nay chỉ cấp đất cho cá nhân thuộc một bộ lạc nào được công nhận. Chính sách này kéo dài đến năm 1934 thì ngưng và thay thế bởi đạo luật mới về thổ dân.

### Sở hữu đất và luật liên bang đối với đất người bản địa
Biệt khu thổ dân lúc thành lập có diện tích lớn nhưng dần thu hẹp. nhất là sau khi luật pháp thay đổi: chính phủ phát đất cho cá nhân thuộc một bộ lạc chứ không phải phát cho tập thể. Người nhận cũng chỉ sở hữu một thời gian rồi bán lại. Trong khi đó luật pháp biệt khu chiếu theo quy chế của Bộ quốc phòng và Cục Bản địa vụ. Theo luật liên bang, chính phủ cấp văn khế cho một bộ lạc, coi họ như một thực thể hợp pháp lúc giao dịch với chính quyền.
Các bộ lạc nói chung có quyền tự chọn mô hình phát triển kinh tế: có nhóm mở nông trại, nhóm thì khai thác thắng cảnh du lịch, và sang thế kỷ 20, nhiều bộ lạc mở sòng bạc thu lợi. Các cơ sở kinh doanh phụ trội có thể mướn nhân viên thổ dân hay sắc tộc tùy ý để phục vụ nhà hàng, cây xăng, hướng dẫn viên, v.v.
Một người cùng bộ lạc đúng ra có quyền lợi chung để cùng khai thác tài nguyên đất đai của biệt khu. Một số theo tập tục xưa coi đó công điền, công thổ, hoạt động gần như hợp tác xã. Số khác khác thì giao hẳn cho cá nhân, tùy quy chế bộ lạc tự chọn.

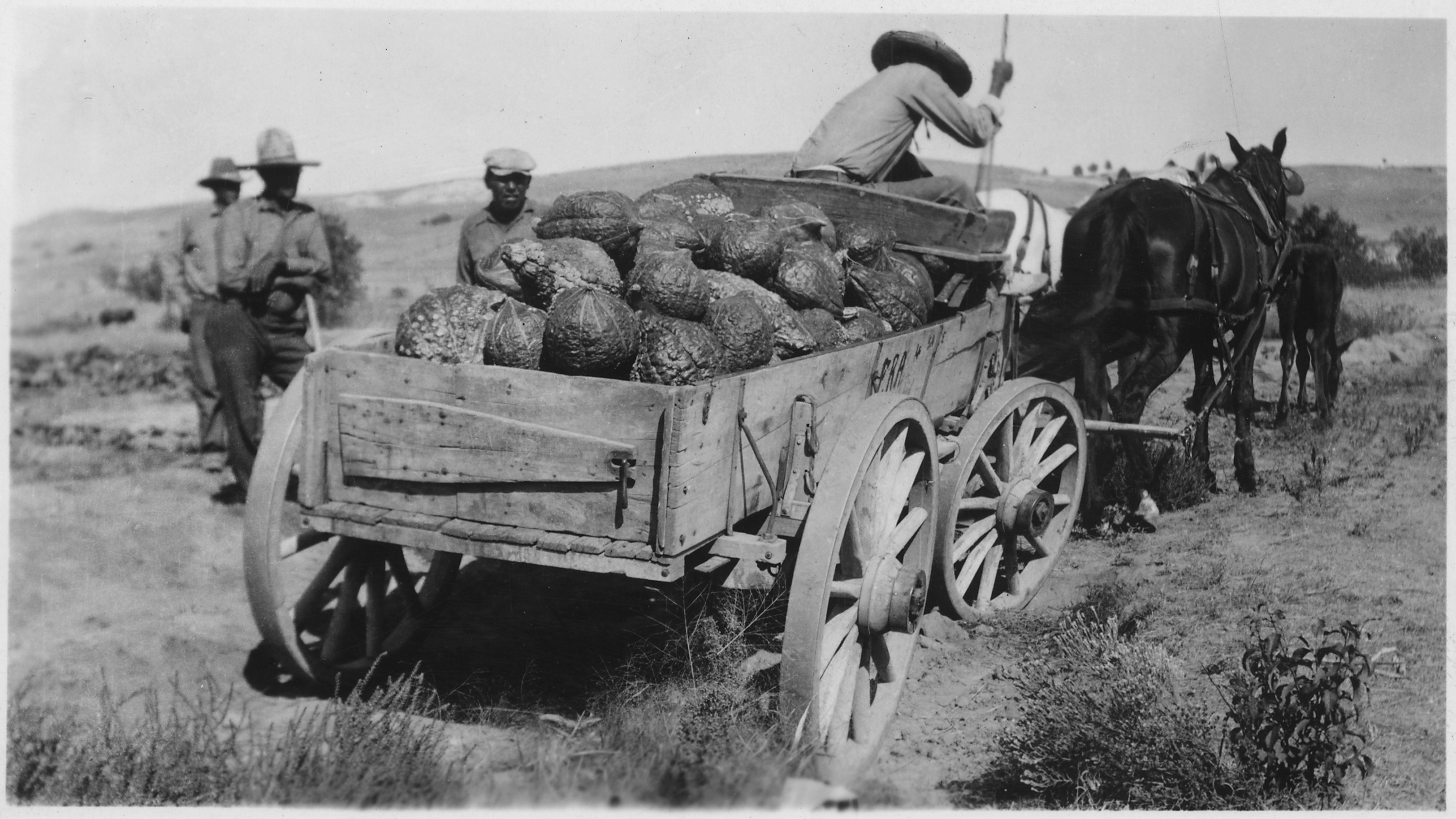
Xe ngựa chở bí rợ ở Biệt khu Rosebud, khoảng năm 1936

Với sự ra đời của Đạo luật Dawes năm 1887, chính phủ tìm cách phân chia đất bộ lạc cho cá thể sở hữu. Thông thường, tiến trình phân phát đất cho cá thể dẫn đến việc phân nhóm từng gia đình, và trong vài trường hợp, tạo ra các thị tộc hay các nhóm khác nhau. Trước khi Đạo luật Dawes ra đời thì đã có một vài chương trình phân phát đất cho cá thể nhưng mức độ tan vụn khổng lồ đối với các khu dành riêng đã xảy ra khi đạo luật này được áp dụng mãi cho đến năm 1934 khi Đạo luật Tái tổ chức Bản địa được thông qua. Tuy nhiên, Quốc hội vẫn cho phép một số chương trình phân chia đất bản địa cho cá thể vẫn tiếp tục trong những năm sau đó, thí dụ như tại Khu dành riêng Bản địa Palm Springs/Agua Caliente tại California.
Việc phân phát đất cho cá thể tạo ra một số tình huống như sau: 1) cá thể đem bán, hay chuyển nhượng đất chia - theo Đạo luật Dawes, điều này không được xảy ra cho đến 25 năm sau. 2) cá thể nhận đất và khi mất không có chúc thơ sẽ làm cho việc thừa hưởng thêm phức tạp. Quốc hội tìm cách làm giảm ảnh hưởng của vấn đề bằng cách cho phép các bộ lạc khả năng mua lại các phần đất nhỏ lẻ tẻ có vấn đề thừa hưởng này qua việc cấp nguồn tài chính. Các bộ lạc cũng có thể đưa các mảnh đất như thế vào trong quy hoạch sử dụng đất dài hạn. 3) Với việc chuyển nhượng đất cho những người không phải người bản địa, sự xuất hiện ngày càng gia tăng những người này trên vô số các khu dành riêng đã làm thay đổi nhân khẩu của xứ người bản địa Mỹ. Một trong nhiều điều chứng minh cho sự thật này là các bộ lạc không phải lúc nào cũng có thể hoàn toàn quản lý hữu hiệu một khu dành riêng vì các chủ nhân và các người sử dụng đất không phải người bản địa cho rằng các bộ lạc không có thẩm quyền trên phần đất nằm trong luật lệ trật tự và thuế của chính quyền địa phương.
Thí dụ, yếu tố nhân khẩu cùng với tư liệu sở hữu đất đưa đến vụ kiện tung giữa người bản địa Sioux ở Devils Lake và tiểu bang North Dakota nơi người không phải bản địa sở hữu nhiều đất đai hơn người bộ lạc mặc dù có nhiều người bản địa sinh sống trong khu dành riêng hơn so với người không phải bản địa. Phán quyết của tòa án dựa một phần trên nhận thức về tính chất bản địa, cho rằng bộ lạc không có thẩm quyền trên các mảnh đất đã bị san nhượng. Trong một số trường hợp, thí dụ như Khu dành riêng Bản địa Yakama, các bộ lạc đã làm dấu các khu vực mở và đóng bên trong các khu dành riêng. Người ta có thể tìm thấy phần nhiều nhà cửa và đất đai của người không phải bản địa trong các khu vực "mở" và ngược lại các khu vực "đóng" là nơi đặc biệt có nhà cửa và những gì có liên quan đến người bản địa.

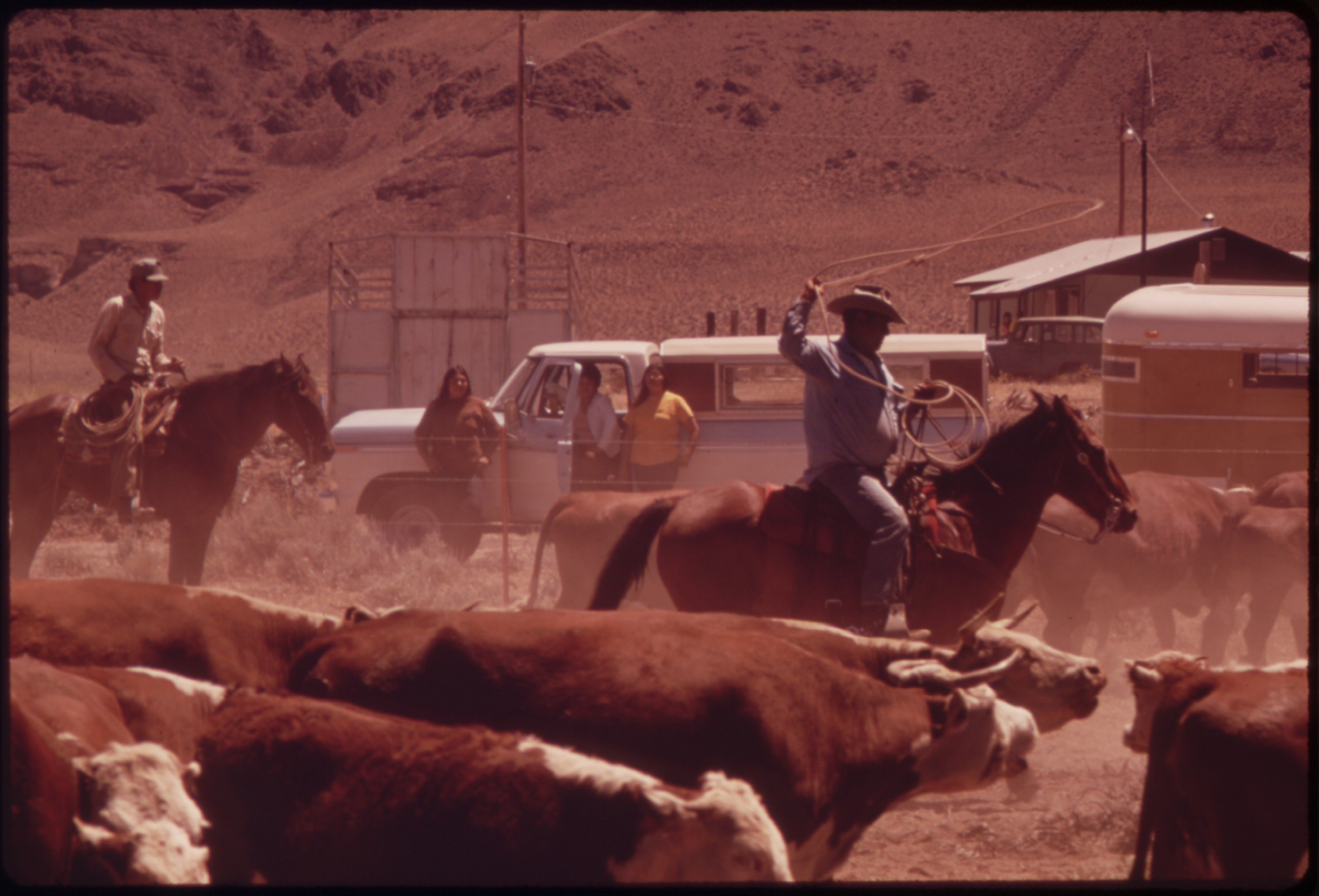
Nông trại bò của người bản địa Paiute tại Khu dành riêng Bản địa Pyramid Lake, 1973.

Điều quan trong cần biết là ngày nay xứ bản địa Mỹ gồm có chính quyền ba thành phần —thí dụ, liên bang, tiểu bang và/hay địa phương, và bộ lạc. Tại xứ bản địa Mỹ, chính quyền địa phương hay chính quyền tiểu bang có thể áp đặt một số thẩm quyền luật lệ và trật tự nhưng có giới hạn, dĩ nhiên thẩm quyền bộ lạc có bị giảm thiểu. Tuy nhiên đối với vấn đề cờ bạc thì xứ bản địa thắng thế vì luật liên bang chỉ coi tiểu bang là đối tượng phải thi hành bất cứ thỏa thuận văn bản và khế ước nào được đưa ra.
Cuối cùng, những thứ khác nằm trong các khu dành riêng có thể là với tư cách của bộ lạc hay sở hữu cá nhân. Có nhiều nhà thờ nằm trên các khu dành riêng. Phần lớn chiếm dụng đất bộ lạc với sự ưng thuận của chính phủ liên bang hay bộ lạc. Các văn phòng của Cục Bản địa vụ, bệnh viện, trường học và nhiều cơ sở khác thường chiếm dụng những mảnh đất liên bang còn xót lại bên trong các khu dành riêng. Cũng có các khu dành riêng để lại một hay nhiều (khoảng 640 mẫu Anh) phần đất để xây trường học. Những phần đất được hiến cho các tiểu bang vào thời điểm trở thành tiểu bang. Như thường thấy, những phần đất như thế có thể nằm yên bất động hay bị gặm nhắm dần bởi những người bộ lạc làm nông trại.

### Đạo luật tái tổ chức khu dành riêng bản địa (1934)
Đạo luật Tái tổ chức Bản địa 1934, cũng còn được biết đến là Đạo luật Howard-Wheeler, đôi khi được gọi là Chương trình New Deal Bản địa. Đạo luật này sắp xếp lại quyền lợi mới cho người bản địa Mỹ, đảo ngược một số chính sách tư hữu hóa trước kia, khuyến khích chủ quyền bộ lạc và việc điều hành đất đai của bộ lạc. Đạo luật cho phép giao đất cho cá thể người bản địa và giảm thiểu việc giao đất quá nhiều cho những người không phải bản địa.
Trong 20 năm kế tiếp, chính phủ Hoa Kỳ đã đầu tư vào hạ tầng cơ sở, y tế, và giáo dục tại các khu dành riêng bản thổ, trên 2 triệu mẫu Anh (8.000 km²) đất được giao trả lại cho nhiều bộ lạc khác nhau. Tuy nhiên, sau một thập niên kể từ khi John Collier (người đề xướng chương trình New Deal Bản địa) về hưu, lập trường của chính phủ bắt đầu xoay theo chiều ngược lại. Các ủy viên mới đặc trách vấn đề người bản địa là Myers và Emmons giới thiệu ý tưởng về "chương trình thu hồi" hay "chấm dứt" mà theo đó tìm cách kết thúc trách nhiệm và sự dấn thân của chính phủ đối với người bản địa Mỹ để ép buộc họ hội nhập.
Người bản địa Mỹ sẽ mất đất của họ nhưng vẫn được bồi thường. Dù sự phản đối và không hài lòng của xã hội đã giết chết ý tưởng này trước khi nó được đem ra áp dụng toàn bộ nhưng có đến 5 bộ lạc bị giải tán: đó là Coushatta, Ute, Paiute, Menominee và Klamath, và 114 nhóm tại California không còn được liên bang công nhận là bộ lạc. Nhiều cá nhân bị dời cư đến các thành phố nhưng một phần 4 trở về các khu dành riêng cho bộ lạc của họ trong nhiều thập niên sau đó.

## Đời sống và văn hóa
Nhiều người bản địa Mỹ đang sống trong các khu dành riêng bản địa tiếp cận với chính phủ liên bang qua hai cơ quan sau: Cục Bản địa vụ và Dịch vụ Y tế Bản địa.
Mức sinh hoạt trong các biệt khu khá thấp, có thể nói tương đương với các nước chậm tiến. Tử suất sơ sinh cao, tuổi thọ thấp, dinh dưỡng kém và lợi tức thấp. Ngoài ra còn có những tệ nạn say rượu, dùng ma túy. Điển hình là Quận Shannon, South Dakota với Biệt khu Thổ dân Pine Ridge được biết đến là một trong những  quận nghèo nhất Hoa Kỳ.

## Kinh doanh cờ bạc
Năm 1979, bộ lạc Seminole tại tiểu bang Florida mở cửa kinh doanh loại trò chơi lô tô ăn cược lớn trên khu dành riêng của họ nằm trong tiểu bang Florida. Tiểu bang tìm cách đóng cửa hoạt động này nhưng bị các tòa án ngăn chặn. Thập niên 1980, vụ án California đối đầu Cabazon Band of Mission Indians đã thiết lập nên quyền lực của các khu dành riêng bản địa trong việc điều hành các loại hoạt động cờ bạc. Năm 1988, Quốc hội Hoa Kỳ thông qua Đạo luật chỉnh đốn cờ bạc tại các khu dành riêng bản địa. Đạo luật này công nhận quyền của các bộ lạc người bản địa Mỹ thiết lập các cơ sở cờ bạc trên khu dành riêng của mình miễn sao các tiểu bang mà các khu dành riêng bản địa nằm trong đó có một số hình thức cờ bạc hợp pháp nào đó.
Ngày nay, nhiều sòng bạc của người bản địa Mỹ được sử dụng như những điểm hấp dẫn du lịch. Cơ bản gồm có khách sạn, phòng hội nghị để thu hút khách du lịch và thu nhập cho khu dành riêng của họ. Sự thành công trong các hoạt động cờ bạc tại một số khu dành riêng bản địa đã làm gia tăng rất lớn sự thịnh vượng kinh tế của một số bộ lạc người bản địa Mỹ, giúp họ có thể đầu tư cải thiện hạ tầng cơ sở, giáo dục và y tế cho người dân của mình.

## Thi hành luật pháp và tội phạm
Tội phạm nghiêm trọng trong các biệt khu xưa nay do chính phủ liên bang Hoa Kỳ thụ pháp. Thông thường thì Cục Điều tra Liên bang có trách nhiệm khám xét rồi giao cho chưởng lý Hoa Kỳ thuộc khu pháp lý liên bang chấp vụ khởi tố. Tội phạm trong xứ bản địa được xếp loại ưu tiên thấp đối với Cục Điều tra Liên bang cũng như số đông các công tố viên liên bang.
Việc điều tra hình sự trong các biệt khu thường thiếu cẩn trọng còn phần truy tố cũng hay giảm nhẹ hình phạt. Tòa án bộ lạc lắm khi chỉ được tuyên án 1 năm trở xuống, mãi cho đến ngày 29 tháng 7 năm 2010 thì Đạo luật Trật tự và Luật pháp Bộ lạc được ban hành; theo đó có những cải cách quy mô, cho phép tòa án bộ lạc tuyên án đến 3 năm tù miễn là có lập biên bản tiến trình xử án và bị cáo có thêm một số quyền hạn.